# Othon IV de Brandebourg
Otton IV dit « à la Flèche » (en allemand : mit dem Pfeil), né vers 1238 et mort le 27 novembre 1308, est un prince de la maison d'Ascanie, fils du margrave Jean Ier de Brandebourg et de Sophie de Danemark. Il est margrave de Brandebourg de 1267 à sa mort.

## Biographie
Otton IV est le deuxième fils de Jean Ier († 1266), margrave de Brandebourg avec son frère Othon III, de son premier mariage avec Sophie (1217-1247), fille du roi Valdemar II de Danemark. Au moment de sa naissance, les margraves ascaniens ont accéléré la colonisation germanique des peuples slaves (« Wendes ») étendant leur domination de l'Altmark loin à l'est jusqu'au pays de Lubusz, le foyer de la Nouvelle-Marche et des acquisitions suivantes au-délà de l'Oder. Avant leur décès, les frères décidèrent d'un commun accord de partager la marche de Brandebourg entre leurs deux lignées, la lignée johannique et la lignée othonienne. Jean et ses descendants ont reçu les territoires de l'Altmark autour de Stendal, le pays de la Havel et l'Uckermark. 
Après la mort de son père en 1266 et de son oncle Otton III l'année suivante, Otton IV gouverne conjointement avec ses frères Jean II († 1281) et Conrad Ier († 1304), ainsi qu'avec ses cousins Othon V († 1298) et Albert III († 1300). Parmi les souverains ascaniens, il joue dès le début un rôle prépondérant. 
En 1269, les margraves se virent attribuer par contrat la suprématie sur les domaines du duc Mestwin II de Poméranie dans la Poméranie orientale (Pomérélie), ce qui entraîne de nombreux conflits plus tard. En 1283, le Brandebourg esté confronté à une association emmenée par la ville hanséatique de Lübeck avec de nombreuses villes le long de la côte baltique, le duc Bogusław IV de Poméranie, le prince Wisław II de Rügen et également le duc ascanien Jean Ier de Saxe-Lauenbourg ; en fin de compte, les margraves ont dû se retirer.
En 1277, Otton IV a échoué dans ses efforts pour faire élire son frère cadet Éric à la tête de l'archevêché de Magdebourg. Au cours des querelles avec le chapitre, il est fait prisonnier par les Magdebourgeois à la bataille de Frohse (de), le 10 janvier 1278, et enfermé dans une cage. Son conseiller Johann von Buch obtient sa libération contre paiement d'une rançon de 4.000 livres d'argent. À la bataille de Staßfurt en 1280, il est blessé d'une flèche à la tête et reste défiguré par ce projectile une année durant. Éric de Brandebourg n'est pas élu archevêque de Magdebourg qu'en 1283, avec l'assentiment du pape Martin IV.
En matière de politique impériale, les margraves comptent parmi les partisans du roi Ottokar II de Bohême dans son combat acharné contre son rival Rodolphe de Habsbourg. Après la mort d'Ottokar sur le champ de la bataille de Marchfeld en 1278, son jeune fils héritier Venceslas II est placé sous la tutelle d'Otton V et est détenu a la forteresse de Spandau jusqu'en 1283, lorsque le royaume de Bohême tombe dans l'anarchie.
Otton IV acquiert le margraviat de Landsberg en 1291 et la Saxe palatine en 1292. Peu tard, des affrontements armés ont eu lieu avec son cousin Otton V et le roi Adolphe de Nassau est amené d'agir comme un arbitre. Puis en 1296, les margraves commencent une nouvelle lutte pour la Pomérélie et la côte baltique contre le prince polonais Przemysl II, mais sans succès. D'autres querelles avec les princes Nicolas de Mecklembourg-Rostock et Wisław II de Rügen suivent ; ainsi qu'avec les ducs Henri Ier de Brunswick-Grubenhagen et Albert II de Brunswick-Lunebourg. En 1298, Otton IV participe à la destitution du roi Adolphe et l'élection d'Albert Ier de Habsbourg au roi des Romains. Avec l'achat de la Lusace du margrave Thierry IV de Wettin en 1303, le territoire des Brandebourgeois connut sa plus importante expansion territoriale. 
Selon les sources, Otton est un prince souverain qui a maintenu les idées chevalresques. Il est également connu comme Minnesänger, ce qui lui a valu une entrée dans le Codex Manesse.

## Unions
Otton IV se marie deux fois. En 1262, il épouse Heilwige, la fille du comte Jean Ier de Holstein-Kiel et d'Élisabeth de Saxe qui meurt en 1305. Il se remarie en 1308, avec Jutta, qui est la fille du comte Berthold VIII de Henneberg et veuve du margrave Thierry IV de Lusace. Jutta survit à son époux et ne meurt qu'en 1315. Cette union est stérile.

## Monument

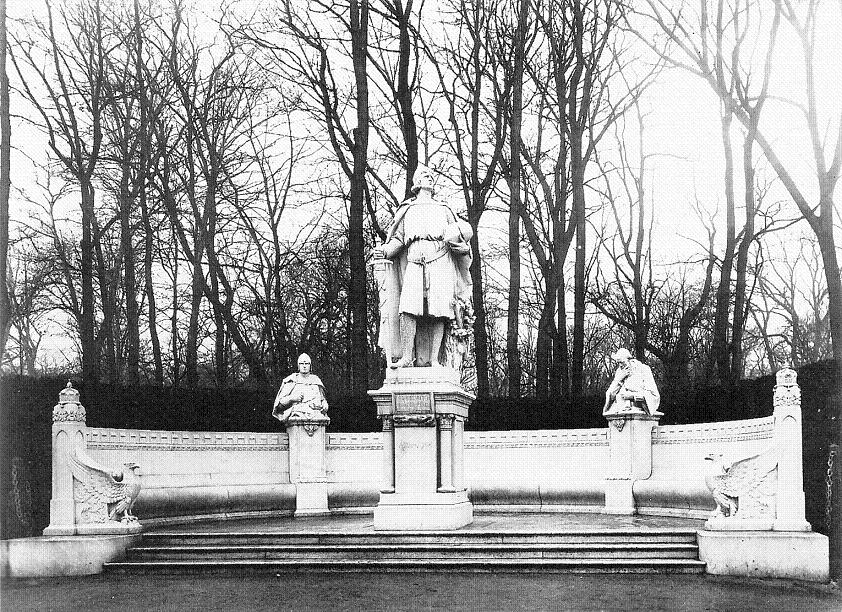
Monument de l'allée de la Victoire.

Le sculpteur Karl Begas réalise pour l'allée de la Victoire au Tiergarten de Berlin l'ensemble no 7, qui comporte une statue d'Otton IV au centre, flanquée des bustes de Johann von Kröchers, alias Droiseke, et son libérateur Johann von Buch. L'inauguration du groupe de statues eut lieu le 22 mars 1899.

## Source
- Anthony Stokvis, Manuel d'histoire, de généalogie et de chronologie de tous les États du globe, depuis les temps les plus reculés jusqu'à nos jours, préf. H. F. Wijnman, éditions Brill Leyde 1890-1893, réédition 1966, volume III, chapitre VIII « Généalogie des Margraves de Brandebourg. Maison d'Ascanie » . Tableau généalogique n° 7.